# Omphalotropis pilosa
Omphalotropis pilosa é uma espécie de gastrópode  da família Assimineidae.
É endémica de Guam.